# Jens Steen Sehested
Jens Steen Sehested, född 1635, död 1698, var en dansk militär och skald, oäkta son till Hannibal Sehested.
Sehested fick 1676 tillåtelse att bära faderns släktnamn och avled som överstelöjtnant och godsägare på Fyn. Han hade hos sin samtid stort anseende som skald. Nämnas kan Pigernes Dyd- og Laster-Spejl (1670). 